# Tiradentes
Tiradentes, vlastním jménem Joaquim José da Silva Xavier (12. listopadu 1746 Fazenda do Pombal – 21. dubna 1792 Rio de Janeiro), byl brazilský lékař, voják, podnikatel a politik, vůdce protikoloniálního povstání nazvaného Inconfidência Mineira.

## Život
Pocházel z chudé venkovské rodiny, pracoval jako důlní technik ve zlatých dolech v Minas Gerais. Uplatnil se zde také jako zručný dentista (tomuto umění se naučil od svého kmotra), proto získal přezdívku Tiradentes, což znamená portugalsky „trhač zubů“. Od roku 1780 sloužil v armádě, kde získal hodnost poručíka. Pobýval v Rio de Janeiro, kde vypracoval projekt na zásobování města vodou, který však nebyl koloniálními úřady přijat. Poté se vrátil do Minas Gerais, kde rostla nespokojenost s daní derrama, kterou portugalská vláda vyžadovala od majitelů dolů, přestože těžba zlata byla stále méně výnosná. Místní elita, které bohatství a vzdělání dodalo na sebevědomí, se proto rozhodla pro vyhlášení nezávislé republiky po vzoru Spojených států amerických. Kromě Tiradentese patřili k okruhu spiklenců, ovlivněných myšlenkami francouzského osvícenství, právník Alvarenga Peixoto, důstojník Francisco de Paula Freire de Andrade nebo básníci Tomás António Gonzaga a Cláudio Manuel da Costa. Jejich znakem byl trojúhelník symbolizující svatou Trojici a heslo „Libertas Quæ Sera Tamen“ (Opožděně, ale svobodni) převzaté od Vergilia. Tiradentes se hodlal v únoru 1789 se zbraněmi zmocnit města Ouro Preto, ale jeden z členů výboru, statkář Joaquim Silvério dos Reis, vyzradil plán úřadům (výměnou za to, že mu budou odpuštěny dluhy na daních) a nastalo zatýkání. Jedenáct účastníků povstaleckého hnutí bylo odsouzeno k smrti, královna Marie I. Portugalská udělila milost všem kromě Tiradentese, který trval na svých buřičských názorech a byl 21. dubna 1792 v Rio de Janeiro oběšen. Jeho tělo bylo rozčtvrceno, hlava oddělena a na výstrahu vystavena v Ouro Preto.

## Odkaz

Vlajka spiklenců

Tiradentes je v Brazílii uctíván jako národní hrdina, výročí jeho popravy bylo po svržení monarchie v roce 1889 vyhlášeno státním svátkem, stal se námětem mnoha obrazů i filmu, který v roce 1948 natočila režisérka Carmen Santosová. Je vyobrazen na minci v hodnotě 5 centavos, v řadě měst stojí jeho sochy, jmenují se po něm fotbalové kluby, ulice, náměstí i město Tiradentes (Minas Gerais). Je jednou z osobností, kterým byl věnován Panteon vlastenectví a svobody v hlavním městě Brasílii, v televizním hlasování byl roku 2012 zařazen mezi dvanáct největších osobností brazilské historie. Také vlajka státu Minas Gerais vychází z původní vlajky Inconfidência Mineira.